# Abel Korzeniowski
Abel Korzeniowski, nato Adam Korzeniowski (Cracovia, 18 luglio 1972), è un compositore polacco, attivo soprattutto nel cinema e nel teatro.

## Biografia
Sin dalla prima infanzia ha avuto contatti con la musica: sua madre Barbara suona il violoncello ed entrambi i suoi fratelli Antoni e Andrzej sono musicisti. Si è laureato presso l'Accademia di Musica di Cracovia in violoncello e composizione sotto la supervisione di Krzysztof Penderecki. Nel 2009 vince il Premio Ludwik (Nagroda Ludwika) come miglior compositore di musiche per film e spettacoli teatrali.
Nel 2009 ha vinto un San Diego Film Critics Society Award per la migliore colonna sonora del film A Single Man di Tom Ford ed è stato nominato al Golden Globe per la migliore colonna sonora originale per lo stesso film.
Nel 2012, al 69º Golden Globe, ha ricevuto una nomination per il premio Miglior Colonna Sonora per il film W.E..

## Filmografia

### Cinema
- Duże zwierzę, regia di Jerzy Stuhr (2000)
- Anioł w Krakowie, regia di Artur Wiecek (2002)
- Pogoda na jutro, regia di Jerzy Stuhr (2003)
- Metropolis, regia di Fritz Lang - riedizione (2004)
- Plutonio 239 - Pericolo invisibile (Pu-239), regia di Scott Z. Burns (2006)
- Battaglia per la Terra 3D (Battle for Terra), regia di Aristomenis Tsirbas (2007)
- Confessions of a Go-Go Girl, regia di Grant Harvey - film TV (2008)
- Tickling Leo, regia di Jeremy Davidson (2009)
- A Single Man, regia di Tom Ford (2009)
- Gwiazda Kopernika, regia di Zdzisław Kudła e Andrzej Orzechowski (2009)
- W.E., regia di Madonna (2011)
- Romeo and Juliet, regia di Carlo Carlei (2013)
- Animali notturni (Nocturnal Animals), regia di Tom Ford (2016)
- The Nun - La vocazione del male (The Nun), regia di Corin Hardy (2018)
- L'ombra delle spie (The Courier), regia di Dominic Cooke (2020)
- Emily, regia di Frances O'Connor (2022)
- The Watchers - Loro ti guardano (The Watchers), regia di Ishana Night Shyamalan (2024)

### Televisione
- Confessions of a Go Go Girl, regia di Grant Harvey – film TV (2008)
- Penny Dreadful - serie TV (2014-2016)

## Spot
- Born Electric, produzione BMW-i, regia di Christoph Deja (2011)